# Zygosaccharomyces mellis
Zygosaccharomyces mellis är en svampart som beskrevs av Fabian & Quinet 1928. Zygosaccharomyces mellis ingår i släktet Zygosaccharomyces och familjen Saccharomycetaceae.   Inga underarter finns listade i Catalogue of Life.